# Municipio de Red Oak (condado de Cedar)
El municipio de Red Oak (en inglés: Red Oak Township) es un municipio ubicado en el condado de Cedar en el estado estadounidense de Iowa. En el año 2010 tenía una población de 184 habitantes y una densidad poblacional de 3 personas por km².

## Geografía
El municipio de Red Oak se encuentra ubicado en las coordenadas 41°49′51″N 91°10′48″O / 41.83083, -91.18000. Según la Oficina del Censo de los Estados Unidos, el municipio tiene una superficie total de 61.26 km², de la cual 61,26 km² corresponden a tierra firme y (0 %) 0 km² es agua.

## Demografía
Según el censo de 2010, había 184 personas residiendo en el municipio de Red Oak. La densidad de población era de 3 hab./km². De los 184 habitantes, el municipio de Red Oak estaba compuesto por el 97,83 % blancos, el 0,54 % eran afroamericanos, el 0,54 % eran asiáticos y el 1,09 % eran de una mezcla de razas. Del total de la población el 1,09 % eran hispanos o latinos de cualquier raza.